# Гулам Мухаммад Али Хан
Хан Бахадур Сэр Гулам Мухаммад Али Хан (26 февраля 1882 — 17 июля 1952) — 5-й князь Аркота (3 января 1903 — 17 июля 1952).
Полный титул — Азим Джах, Умдат уль-Умара, Амир уль-Умара, Сирадж уль-Умара, Мадар уль-Мульк, Умдат уль-Мульк, азим уд-Даула, Асад уд-Даулат уль-Инглиз, Наваб Сэр Гулам Мухаммад Али Хан Бахадур, Зульфикар Джанг, Сипах Салар, Князь Аркота.

## Ранняя жизнь
Родился 26 февраля 1882 года в Мадрасе. Старший сын Мухаммада Мунавар-хана (? — 1903), 4-го князя Аркота (1889—1903). Его матерью была Наваб Рахат ун-ниса Бегум Сахиба (род. 1865). Он получил образование в институте Ньюингтон корт оф Уордс.

## Правление
3 января 1903 года Гулам Мухаммад Али-Хан унаследовал княжеский титул после смерти своего отца Мухаммада Мунавар-хана. На следующий 1904 год он был выдвинут в Законодательный совет Мадраса и заседал в нем с 1904 по 1906 год. В 1910 году он был выдвинут в Имперский Законодательный совет Индии, представляющий мусульман Мадрасского президентства. С 1910 по 1913 год он был членом Императорского Законодательного совета. В 1916 году он был повторно выдвинут в Законодательный совет Мадраса и вторично заседал в нем с 1916 по 1919 год.
Он также служил в качестве президента Всеиндийской Мусульманской лиги. Он был главным дворянином и главным представителем мусульман в президентстве Мадраса.
70-летний Гулам Мухаммад Али Хан скончался 17 июля 1952 года в Мадрасе и был похоронен с полным государственным почетом. Ему наследовал его младший брат, Гулам Мохиуддин Хан (1890—1969), 6-й князь Аркота (1952—1969).

## Награды и звания
22 июня 1897 года Гулам Мухаммад Али Хан был удостоен звания «Хан Бахадур». 1 января 1909 года он был произведен в рыцари-командоры Ордена Индийской империи. Это был повышен до звания рыцаря — великого командора Ордена Индийской империи в 1917 году. Ему было разрешено использовать стиль «Его Высочество» с 1935 года и далее. Ему также разрешили иметь отряд телохранителей.
У Гулама Мухаммада Али-хана было две дочери:
- Сахибзади Амат уль-Азам Бегум
- Сахибзади Фазилат ун-ниса Бегум (Чути Бегум).